# Хуан Мануел Бордеу
Хуан Мануел Бордеу (на испански: Juan Manuel Bordeu) е бивш аржентински пилот от Формула 1. Роден е на 28 януари 1934 година в Буенос Айрес, Аржентина.

## Формула 1
Хуан Мануел Бордеу дебютира във Формула 1 през 1961 г. в Голямата награда на Франция, в световния шампионат на Формула 1 записва 1 участия като не успява да спечели точки. Състезава се с частен Лотус.